# Dilophothripa alopha
Dilophothripa alopha är en fjärilsart som beskrevs av George Francis Hampson 1907. Dilophothripa alopha ingår i släktet Dilophothripa och familjen trågspinnare. Inga underarter finns listade i Catalogue of Life.